# Roger Victor Rakotondrajao
Roger Victor Rakotondrajao (ur. 26 marca 1960 w Befelatanana, zm. 3 listopada 2018 w Antananarywie) – madagaskarski duchowny rzymskokatolicki, od 2010 do 2018 biskup Mahajanga.

## Życiorys
Święcenia kapłańskie przyjął 29 lipca 1990. Studiował prawo kanoniczne i prawo cywilne w Paryżu. Służył duszpastersko na terenie diecezji Miarinarivo.
18 kwietnia 2008 został mianowany biskupem koadiutorem diecezji Mahajanga. Sakry biskupiej udzielił mu 6 lipca 2008 kard. Armand Gaétan Razafindratandra. 2 lutego 2010 objął pełnię rządów w diecezji.
Zmarł w Antananarywie 3 listopada 2018.